# Filip Solitari
Filip Solitari (en llatí Philippus Solitarius, en grec Φίλιππος) va ser un monjo grec contemporani de l'emperador Aleix I Comnè de la vida del qual no se sap res més que el que es pot obtenir de les introduccions de les seves obres. Els autors antics li va donar el sobrenom de Solitarius.
Va escriure:
- 1. Διόπτρα, (Dioptra), Amussis Fideil et Vitae Christianae, en forma de diàleg entre l'ànima i el cos. Està dedicat a un altre monjo anomenat Callinicus.
- 2. Τῳ̂ κατὰ πνευ̂μα υἱῳ̂ καὶ ἱερει̂ Κωνσταντίνῳ περὶ πρεσβείας καὶ προστασίας ἀπόλογους, Epistola Apologetica ad Constantianum Filium Spiritualem et Sacerdotem, de Differantia inter Intercessionem et Auxilium Sanctorum.
- 3. Versus Politioi
- 4. Οτι οὐκ ἔφαγε τὸ νομικὸν πάσχα ὁ Χριστὸς ἐν τῳ̂ δείπνῳ, ἀλλὰ τὸ ἀληθινόν, Demonstratio quod Christus in Sacra Coena non legale sed verum comederit Paschale, amb arguments trets dels Evangelis i d'Epifani de Constància.
- 5. De Fide et Caeremoniis Armeniorum, Jacobitarum, Chatzitzariorum et Romanorum seu Francorum, publicada en llatí sense nom de l'autor, atribuïda a Filip, però també a Demetri de Cízic, que se sap que va escriure una obra contra els catzitzarians (Χατζιτζάριοι), una secta que adorava la imatge de Crist a la creu però no acceptava cap altra imatge.[1]